# Masayuki Kukan Hisataka
 (avril 2016).
Si vous disposez d'ouvrages ou d'articles de référence ou si vous connaissez des sites web de qualité traitant du thème abordé ici, merci de compléter l'article en donnant les références utiles à sa vérifiabilité et en les liant à la section « Notes et références ».
Masayuki Kukan Hisataka (久 高 正 之) né le 18 novembre 1940 en Mongolie est un maître d'arts martiaux. Son père est maître Kōri Hisataka (en), le fondateur du karaté Shorinjiryu kenkokan. Il est le fondateur du Karaté Contact Koshiki, qui est un système de compétition de karaté full-contact.

## Biographie
Il est un descendant de Seiwa et fils du fondateur du style Shorinjiryu Kenkokan, Kori Hisataka. Il commence sa formation en judo et karaté à l'âge de trois ans et obtient un 1re dan dans les deux disciplines à l'âge de 13 ans.
Il remporte le All-Japan Open Championship Karatedo en 1961 et 1962 et le Championnat Kenkokan Shorinjiryu de 1958 à 1962. Il est diplômé de Université Nihon, par la suite il obtient son 4e dan en judo et son 5e dan en karaté.
En 1964, sous l'invitation spéciale du gouvernement japonais, son père est chargé d'introduire le Shorinjiryu kenkokan aux États-Unis. Il envoie alors plusieurs de ses meilleurs étudiants, dont son fils Shihan Masayuki Kukan Hisataka, ouvrir des écoles de karaté Shorinjiryu kenkokan à New York, à Baltimore et à Montréal. Hisataka représente le Shorinryu kenkokan à New York (1964) et Montréal (1967). Il enseigne le karaté à l'Université Columbia, Université d'État de New York, Université McGill, Collège Loyola (Montréal), le CEGEP de Saint-Jérôme, l'École nationale de théâtre du Canada et le siège social canadien de Shorinjiryu Kenkokan, le dojo Ken Nin Kai à Toronto.
En 1978, il est invité à participer à la première délégation d'arts martiaux (judo, kendo, aikido et karaté) en Europe, événement sous la direction de Shigeyoshi Matsumae, alors chancelier de l'université Tōkai et président de la Fédération internationale de judo. Lors de cette même année, Masayuki Kukan Hisataka est invité par le gouvernement de l'Union soviétique pour introduire officiellement le karaté au sein de l'URSS.
En 1979, Masayuki Kukan Hisataka commence à mettre au point l'équipement Supersafe (système de protection sécuritaire).
Dans les années 1980, Masayuki Kukan Hisataka établit officiellement les règles et le système de compétition du Karaté Contact Koshiki, en utilisant l'équipement Supersafe. Cette même année, il crée la Fédération international de karaté koshiki qu'il nomme WKKF (World Koshiki Karaté Fédération) dont il est nommé président.
Toujours en 1980 il organise le premier championnat international de karaté Koshiki. Celui-ci s'est tenu à Tokyo au Yoyogo Gymnasium. Cette compétition a été organisée quinze années d'affilée de 1980 à 2004.
En 1985, Masayuki Kukan Hisataka est invité par le gouvernement chinois, il est le premier représentant officiel japonais à être invité après la Seconde Guerre mondiale. pendant son séjour, il expose son style de karaté à l'université de Pékin ainsi que dans les salles d'arts martiaux à Shanghai et dans le monastère Shaolin.
Après la mort du fondateur Masayoshi Kori Hisataka, so-shihan Masayuki Kukan Hisataka est devenu le directeur du Shorinjiryu kenkokan. À l'heure actuelle Hanshi Hisataka est toujours le directeur mondial du Shorinjiryu kenkokan, il est à ce titre classé 10e dan du Shorinjiryu Kenkokan Karate-Do et 10e dan Karaté Contact Koshiki.

## Représentants
| Pays      | Représentant      | Niveau  |
| --------- | ----------------- | ------- |
| Japon     | Masayuki Hisataka | 10e dan |
| Japon     | Masamitsu Kudaka  | 8e dan  |
| Japon     | Masaki Enomoto    | 6e dan  |
| Suisse    | Mamadou Diallo    | 8e dan  |
| Australie | Nigel Mcreaddie   | 8e dan  |
| Allemagne | Alasanne Maiga    | 7e dan  |
| Canada    | Philippe Nadeau   | 8e dan  |
| Australie | Nick King         | 7e dan  |
| Australie | Andrey Riley      | 6e dan  |
| Russie    | Baranov Vadim     | 6e dan  |
| Algérie   | Dekkar Ayad       | 6e dan  |
| France    | Mohamed Belalia   | 4e dan  |
| Maroc     | Mohamed El Yosfi  | 3e dan  |

Le Shorinjiryu Kenkokan Karate Do est représenté dans le monde entier par ses branches internationales directement affiliées à la Shorinjiryu Kenkokan Karate Hombu Dojo au Japon [réf. nécessaire]
| Pays             | Représentant        | Niveau  |
| ---------------- | ------------------- | ------- |
| Japon            | Masayuki Hisataka   | 10e dan |
| Japon            | Hiroshi Hisataka    | 8e dan  |
| Japon            | Masamitsu Kudaka    | 8e dan  |
| Japon            | Masaki Enomoto      | 6e dan  |
| Suisse           | Mamadou Diallo      | 8e dan  |
| Australie        | Scott Brown         | 6e dan  |
| États-Unis       | Martinez Mega       | 6e dan  |
| Canada           | Philippe Nadeau     | 7e dan  |
| Allemagne        | Olaf Lotze          | 6e dan  |
| Nouvelle-Zélande | Shaun O'Leary       | 5e dan  |
| Venezuela        | Kunio Tanabe        | 8e dan  |
| Espagne          | Luis Peres Santiago | 5e dan  |

D'autres branches comprennent Hong Kong, Inde, Espagne, Royaume-Uni, Pays-Bas, la France et la Russie. Il n'y a pas d'écoles descendants du Shorinjiryu Kenkokan enregistrées au Kenkokan Siège Karatedo Shorinjiryu au Japon, ou le site officiel [réf. nécessaire].

## Livre de Masayuki Kukan Hisataka
Masayuki Kukan Hisataka a écrit deux livres sur Shorinjiryu Karaté : Scientific Karatedo (publié en 1976) et Essential Shorinjiryu Karatedo (publié en 1994). Le Karaté Koshiki, publié uniquement en français, met l'accent sur la formation et les règles du style Koshiki et d'autres aspects techniques.
- (en) Scientific Karatedo, Japon Publications, Inc, 1976, 296 p. (ISBN 0-87040-362-1)
- (en) Masayuki Kukan Hisataka, Essential Shorinjiryu Karatedo, 1er août 1994, 224 p. (ISBN 978-0-8048-1953-4)